# معتمدية جمال
معتمدية جمال إحدى معتمديات الجمهورية التونسية، تابعة لولاية المنستير.
1. 1 2 3 4 5 6 7 8 9  "المناطق الترابية (العمادات) حسب الولايات والمعتمديات". اطلع عليه بتاريخ 2024-11-30.